# تپه جلیغا سی
تپه جلیغا سی مربوط به هزاره اول پیش از میلاد است و در قوچان، سر راه شیروان واقع شده و این اثر در تاریخ ۲۳ فروردین ۱۳۴۶ با شمارهٔ ثبت ۶۸۷ به‌عنوان یکی از آثار ملی ایران به ثبت رسیده است.